# ソー・デム・ハッピー
『ソー・デム・ハッピー』（So Damn Happy）は、アメリカ合衆国の歌手アレサ・フランクリンが2003年にアリスタ・レコードから発表したスタジオ・アルバム。

## 背景
純粋な新作アルバムとしては、『ア・ローズ・イズ・スティル・ア・ローズ』以来5年ぶりとなる。「ホールディン・オン」と「ノー・マター・ホワット」はメアリー・J. ブライジとのコラボレーションによる曲で、前者にはアール・クルーの曲「The Sponge」のサンプリングが使用されている。
フランクリンは本作をもって、1980年より所属してきたアリスタ・レコードとの契約を終了した。

## 反響・評価
母国アメリカでは総合アルバム・チャートのBillboard 200で33位、『ビルボード』のR&Bアルバム・チャートで11位を記録した。第46回グラミー賞では、収録曲「ワンダフル」が最優秀トラディショナルR&Bボーカル・パフォーマンス賞を受賞し、本作は最優秀R&Bアルバム賞にノミネートされた。
ジョン・ブッシュはオールミュージックにおいて5点満点中4点を付け「インディア・アリーやジル・スコットが同時代に発表したレコードを思わせる」と評している。また、『CDジャーナル』のミニ・レビューでは「曲調はとくに目新しいものはないけれどその親しみやすさが嬉しいし、メアリー・J. ブライジの参加などでサウンドの今日性は十分」と評されている。一方、ベティ・クラークは『ガーディアン』紙のレビューで5点満点中2点を付け「見当違いで、若者に受けようと危ない橋を渡った末に貧相な結果となり、困惑するしかない」「バート・バカラック作の"Falling Out of Love"は、情感のないカラオケに乗せて歌われており、バーブラ・ストライサンドの未発表曲のようだ」「彼女自身が書いた"So Damn Happy"では、若いバッキング・シンガー達の盤石な歌に頼り切らず手堅い歌声が披露されており、幾分評価できる」と評している。

## 収録曲
1. ジ・オンリー・シング・ミッシン - "The Only Thing Missin'" (Troy Taylor, Gordon Chambers, Mylia Davis, Rick Williams) - 3:07
2. ワンダフル - "Wonderful" (Ron Lawrence, Philip White, Katrina Willis, Aleese Simmons) - 4:04
3. ホールディン・オン - "Holdin' On" (T. Taylor, Mary J. Blige, Bruce Miller, Earl Klugh) - 4:37
4. ノー・マター・ホワット - "No Matter What" (T. Taylor, M. J. Blige, B. Miller) - 4:33
5. エヴリバディーズ・サムバディーズ・フール - "Everybody's Somebody's Fool" (Terry Lewis, James Harris III, James Wright) - 4:35
6. ソー・デム・ハッピー - "So Damn Happy" (Aretha Franklin) - 4:29
7. ユー・アー・マイ・ジョイ - "You Are My Joy" (A. Franklin) - 2:34
8. フォーリング・アウト・オブ・ラヴ - "Falling Out of Love" (Burt Bacharach, Jerry Leiber, Jed Leiber) - 4:31
9. エイント・ノー・ウェイ - "Ain't No Way" (G. Chambers, Barry Eastmond) - 4:37
10. グッド・ニュース - "Good News" (Norman West) - 4:55
11. ユー・アー・マイ・ジョイ（リプライズ） - "You Are My Joy (Reprise)" (A. Franklin) - 2:39

### 日本盤ボーナス・トラック
1. ジ・オンリー・シング・ミッシン（BLAZE VOCAL MIX） - "The Only Thing Missin' (Blaze Vocal Mix)" (T. Taylor, G. Chambers, M. Davis, R. Williams) - 7:05
2. ジ・オンリー・シング・ミッシン（FURILLA FULL VOCAL MIX） - "The Only Thing Missin' (Furilla Full Vocal Mix)" (Blaze Vocal Mix)" (T. Taylor, G. Chambers, M. Davis, R. Williams) - 4:44

## 参加ミュージシャン
- アレサ・フランクリン - ボーカル(all songs)、ピアノ(on #6, #7, #11)
- トロイ・テイラー - キーボード、プログラミング(on #1, #3, #4)
- ロン・ローレンス - キーボード、プログラミング(on #2)
- ジェイムズ・ライト - キーボード(on #5)
- Adi Yeshaya - キーボード(on #6, #7, #11)、ストリングス・アレンジ(on #6, #7, #11)、ホーン・アレンジ(on #6)
- ヴァーノン・フェイルズ - ローズ・ピアノ(on #6, #7, #11)
- ダリル・ヒューストン - オルガン(on #6, #7, #11)
- グレッグ・フィリンゲインズ - キーボード(on #8)
- デイヴィッド・フォスター - シンセサイザー(on #8)
- ウィリアム・ブッシュ - キーボード、ドラム・プログラミング(on #9)
- ノーマン・ウェスト - キーボード、ピアノ、シンセサイザー(on #10)
- リック・ウィリアムズ - ギター(on #1)
- ボビー・ロス・アヴィラ - ギター、キーボード(on #5)
- ペリー・ヒューズ - ギター(on #6, #7, #11)
- マイケル・トンプソン - ギター(on #8)
- ラルフ・アームストロング - ベース(on #6, #7, #11)
- ニール・スチューベンハウス - ベース(on #8)
- IZ - ドラム・プログラミング(on #5)
- ネイト・ネベット - ドラムス(on #6, #7, #11)
- リッキー・ローソン - ドラムス(on #8)
- パウリーニョ・ダ・コスタ - パーカッション(on #8, #9)
- ランディ・ブレッカー、アンソニー・カドレック、ルー・ソロフ - トランペット(on #6)
- バーチ・ジョンソン、キース・オークイン、ジョージ・フリン - トロンボーン(on #6)
- シャロン・モー、ロジャー・ウェント - フレンチホルン(on #6)
- グロリア・アゴスティーニ - ハープ(on #6)
- Gerard Tarack, Anthony Posk, Winterton Garvey, Regis Iandiorio - ヴァイオリン(on #6, #7, #11)
- Robert Chausow, Israel Chorberg, Cenovia Cummins, Joyce Hammann, Susan Heerema, Karen Karlsrud, Byung-Kook Kwak, Pamela Posk, Sheila Reinhold, Andrew Stein, Alexander Vselensky, Belinda Whitney - ヴァイオリン(on #6)
- Olivia Koppell - ヴィオラ(on #6, #7, #11)
- Alfred Brown, Kenneth Burward-Hoy, Margaret Hjaltested - ヴィオラ(on #6)
- Jesse Levy - チェロ(on #6, #7, #11)
- Leo Grinhauz, Kermit Moore, Eugene Moye - チェロ(on #6)
- トミー・モーガン - ハーモニカ(on #8)
- ゴードン・チェンバース - バックグラウンド・ボーカル(on #1, #9)
- ミリア・デイヴィス - バックグラウンド・ボーカル(on #1)
- サラ・ディヴァイン - バックグラウンド・ボーカル(on #2)
- メアリー・J. ブライジ - ボーカル・アレンジ、バックグラウンド・ボーカル(on #3, #4)
- ブレンダ・コーベット - バックグラウンド・ボーカル(on #5, #6, #7, #10, #11)
- サンドラ・フェヴァ・ダンス - バックグラウンド・ボーカル(on #5, #6, #7, #10, #11)
- シェリー・ポンダー - バックグラウンド・ボーカル(on #5, #6, #7, #10, #11)
- ミルドレッド・スコット - バックグラウンド・ボーカル(on #6, #7, #10, #11)
- シンディ・ミゼル - バックグラウンド・ボーカル(on #9)
- デランテ・マーフィー、ケニヤ・ルーカス、レジーナ・ランバート - 手拍子(on #1)